# Ilercavons

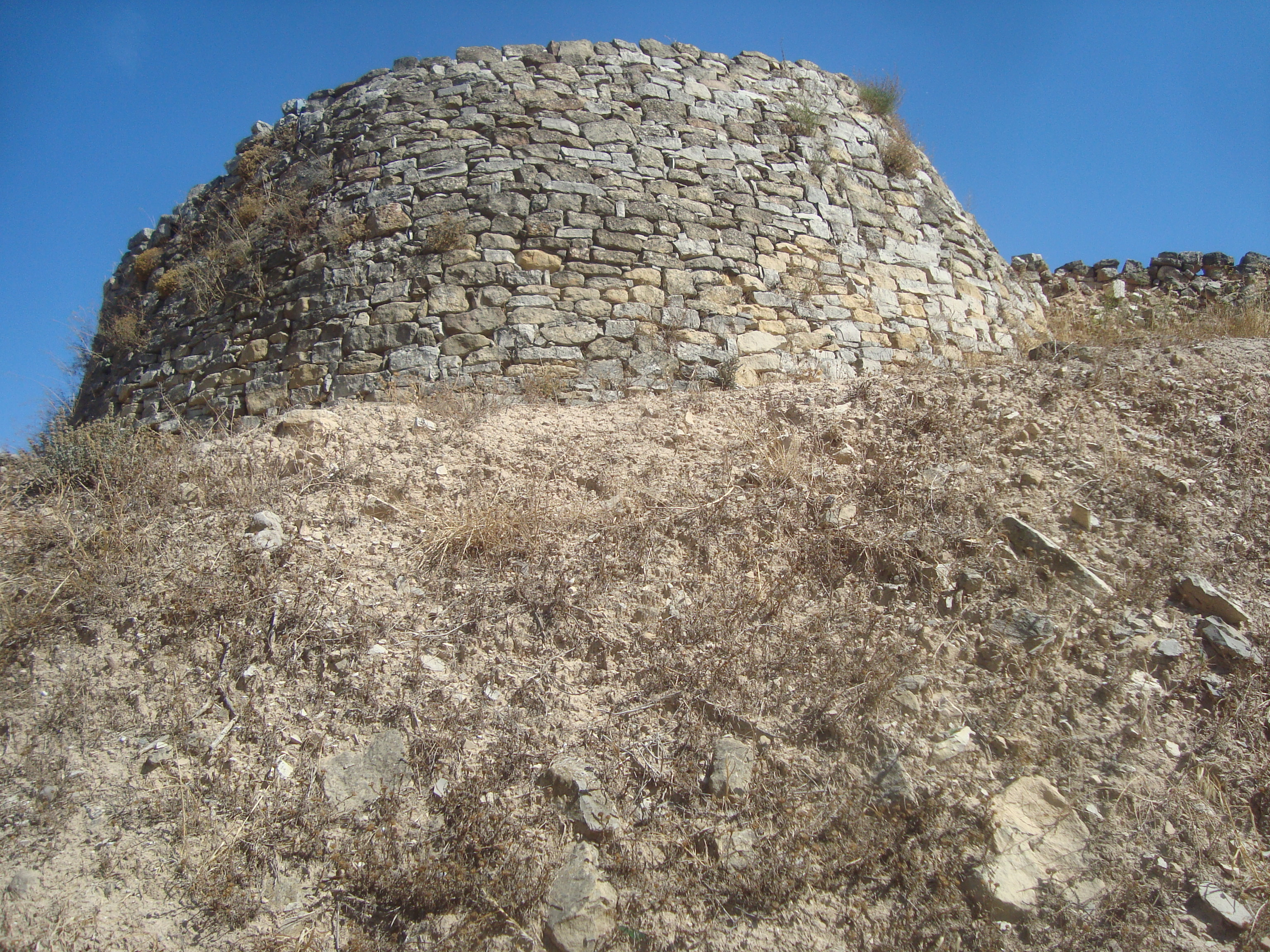
Site archéologique de la colonie ibérique de Coll del Moro de Gandesa (Tarragone).

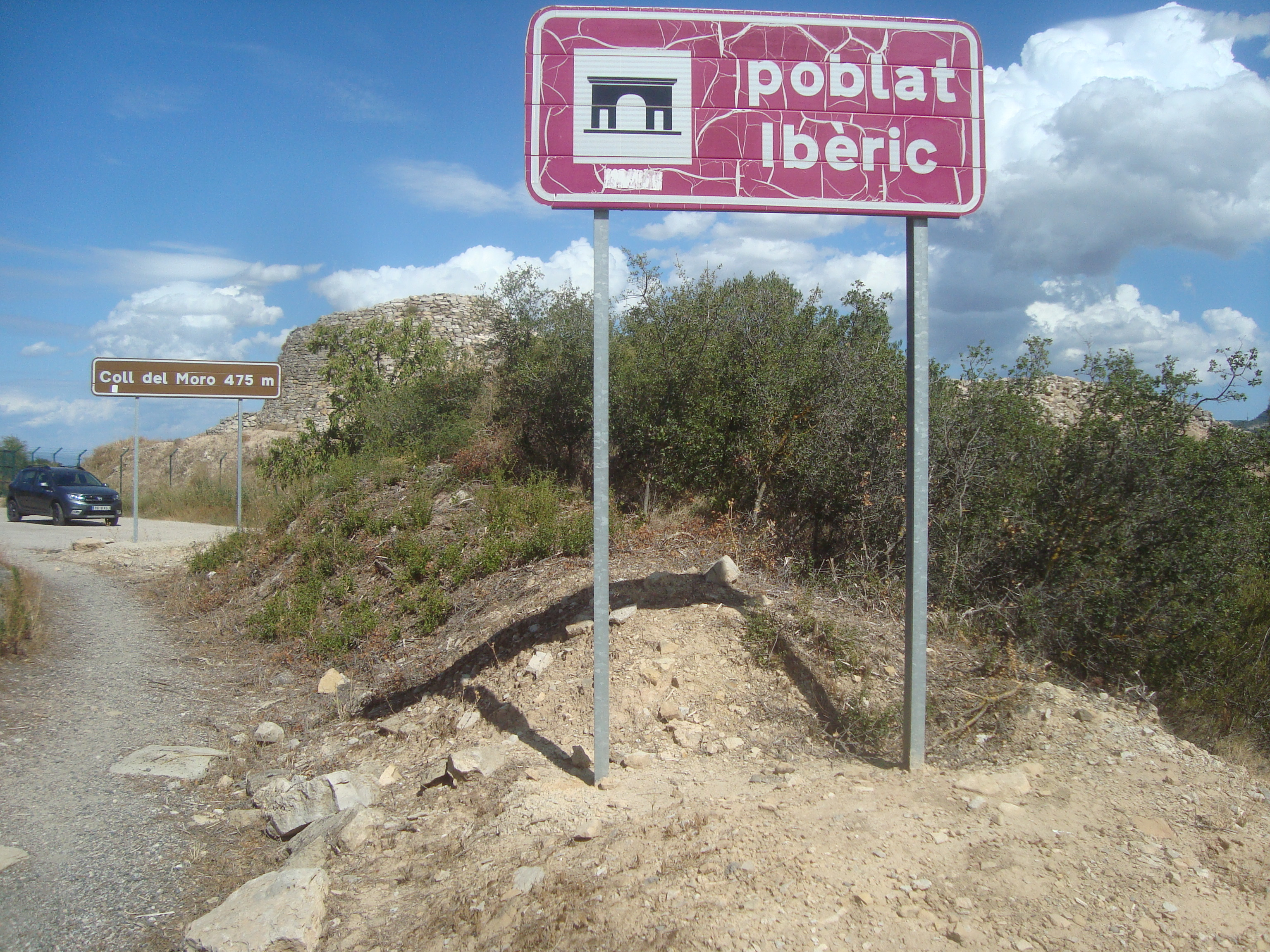
Site archéologique de la colonie ibérique de Coll del Moro de Gandesa (Tarragone).

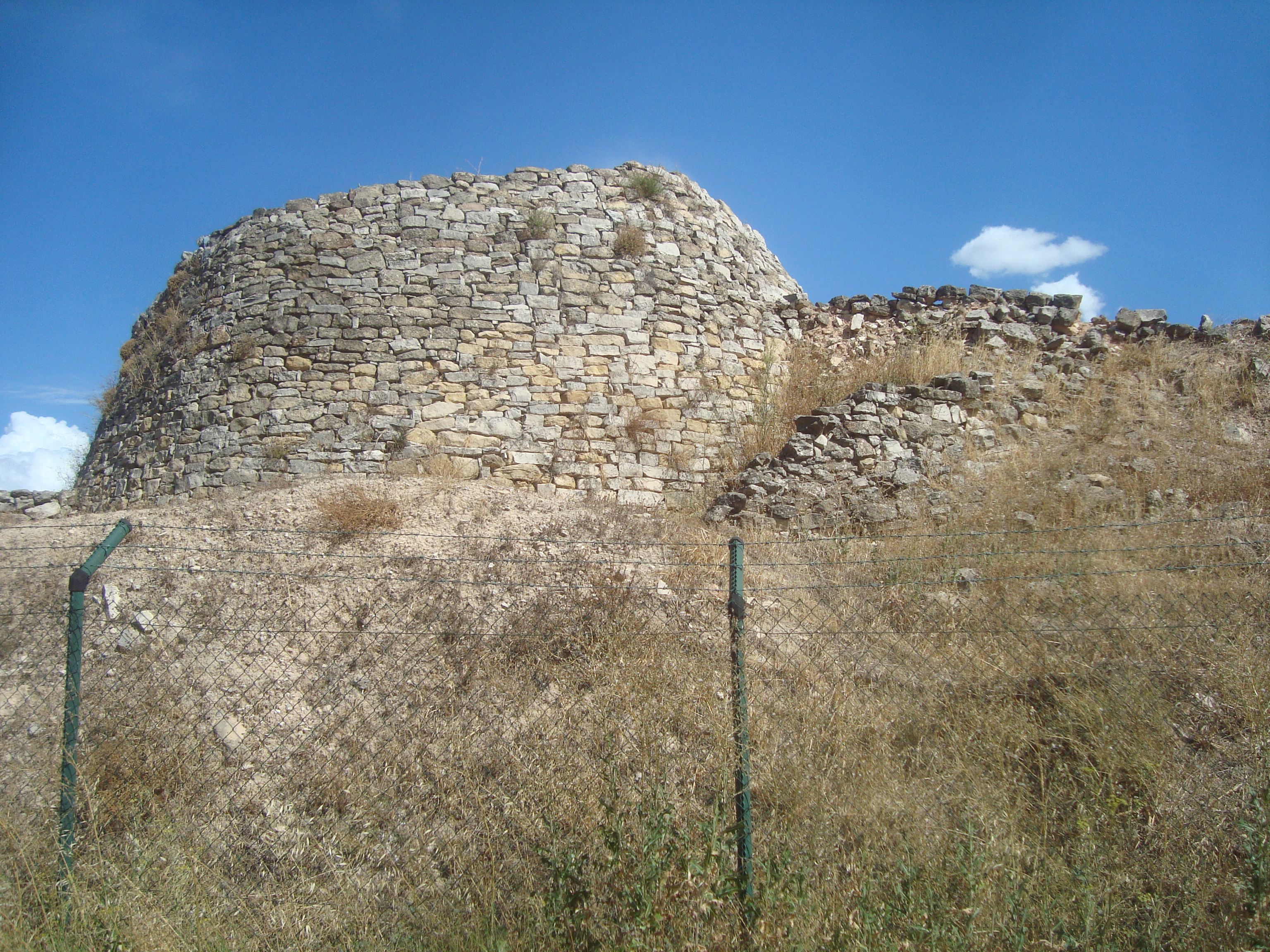
Site archéologique de la colonie ibérique de Coll del Moro de Gandesa (Tarragone).

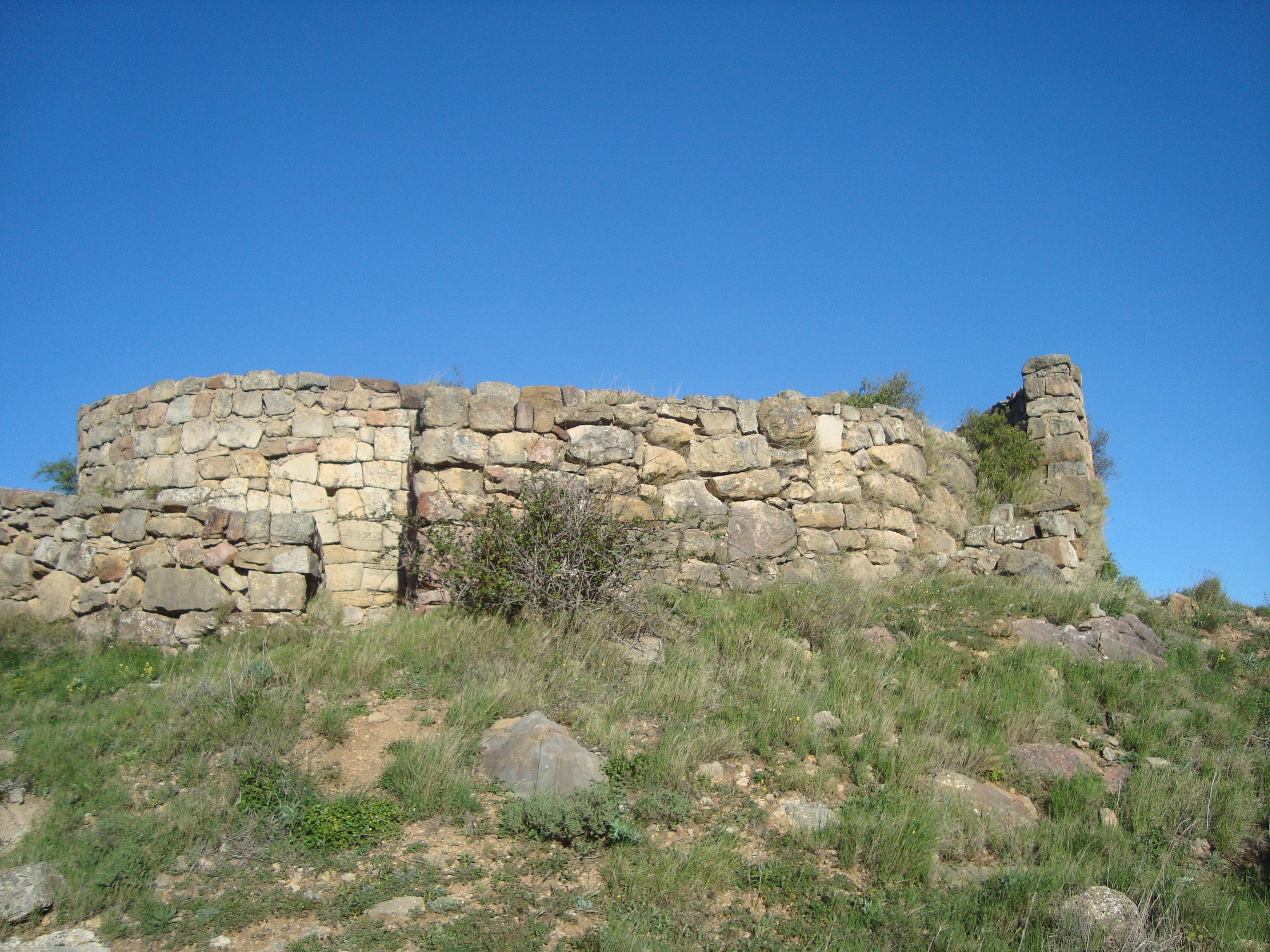
Site archéologique de la colonie ibérique de Torre de Foios (Lucena del Cid, Castellón)

Les Ilercavons étaient un peuple ibérique qui occupaient le territoire du bassin de l'Èbre dans les provinces de Castellon et Tarragone en Espagne. Ils sont notés à partir du IIIe siècle av. J.-C. et ils sont nommés à plusieurs reprises par les historiens anciens qui racontent l'histoire de l'arrivée des Romains dans la péninsule. L'Ilercavonie est encore nommée dans les documents médiévaux.